# Romell Glave
Romell Glave (11 de noviembre de 1999) es un deportista británico de origen jamaicano que compite en atletismo, especialista en las carreras de velocidad. Ganó una medalla de bronce en el Campeonato Europeo de Atletismo de 2024, en la prueba de 100 m.

## Palmarés internacional
| Campeonato Europeo | Campeonato Europeo | Campeonato Europeo | Campeonato Europeo |
| Año                | Lugar              | Medalla            | Prueba             |
| ------------------ | ------------------ | ------------------ | ------------------ |
| 2024               | Roma (Italia)      | Medalla de bronce  | 100 m              |